# Plummer Lott
Plummer E. Lott (Jackson, 11 dicembre 1945) è un ex cestista e magistrato statunitense, professionista nella NBA e giudice della New York Supreme Court.

## Carriera
Venne selezionato dai Seattle SuperSonics al quinto giro del Draft NBA 1967 (54ª scelta assoluta).